# 佐川町立尾川小中学校
佐川町立尾川小中学校（さかわちょうりつ おがわしょうちゅうがっこう）は、高知県高岡郡佐川町尾川地区にある公立小中一貫校。

## 沿革
- 1874年（明治7年）2月 - 桃源院の建物を充用して小学舎と称す。その後、高平・西山・山田・古畑・山室に分校を設けたが、逐次廃されて尾川小学校となる。
- 1942年（昭和16年） - 尾川村立尾川国民学校と改称。
- 1947年（昭和22年）4月 - 尾川村立尾川中学校開校（分教場１学級を小日浦に設置）。
- 1951年（昭和26年）4月 - 小日浦分教場独立校となる。本校を尾川村立第1中学校と改称、小日浦を尾川村立第2中学校と改称。
- 1954年（昭和29年）3月 - 町村合併により、佐川町立尾川小学校、同中学校と改称。
- 1974年（昭和49年）9月 - 学校創立百周年記念行事の実施（小学校）。
- 1979年（昭和54年） - 新校舎落成。
- 1985年（昭和60年）11月 - 第13回坂本教育文化賞受賞（中学校）。
- 1989年（平成元年） - 高知県児童生徒文化賞（奉仕活動部門）受賞（中学校）。
- 1990年（平成2年）5月 - 補助グラウンド落成（中学校）。
- 2012年（平成24年）4月 - 小中一貫校開校。
- 2012年（平成24年）11月 - 耐震工事完了。
- 2013年（平成25年）8月 - 第13回全日本中学生男女ソフトボール大会優勝。

## 交通アクセス
- 最寄りのバス停　農協前　黒岩観光 (尾川線)